# OM 469 12/15 HP
La OM 469 12/15 HP è un'autovettura prodotta con vari tipi carrozzerie dalla Officine Meccaniche dal 1923 al 1934. Nella sigla “469” sono indicati con la prima cifra il numero dei cilindri del motore (4) e con le altre due la misura dell’alesaggio (69 mm).

## Storia del modello
La produzione di automobili da parte delle Officine Meccaniche di Milano iniziò nel 1918 in seguito all'acquisizione l'anno precedente della fabbrica di autovetture bresciana Brixia-Züst.
La OM modello 469 fu presentata nel 1922 nelle versioni N e S, quest’ultima contraddistinta dalla presenza dei freni anche sulle ruote anteriori, novità rispetto alle auto contemporanee che montavano ancora freni a nastro oppure più semplicemente freni a tamburo sulle sole ruote posteriori. 
La vettura monta un motore anteriore 4 cilindri in linea monoblocco da 1496 cm³ capace di sviluppare 25 CV a 3600 giri/min. Progettato da Ottavio Fuscaldo aumentando l'alesaggio di quello della precedente 465 era dotato di accensione a magnete, testata smontabile, coppa dell'olio e campana della frizione in alluminio, tre supporti di banco e distribuzione a valvole laterali comandate da un albero a camme nel basamento.
La trasmissione prevede un cambio a quattro marce e retromarcia  con comando a leva centrale e un albero di trasmissione cardanico che invia la coppia alle ruote posteriori motrici. Sul telaio a longheroni e traverse in acciaio stampato vennero montate sospensioni anteriori e posteriori ad assale rigido con molle a balestra e ammortizzatori a frizione e ruote di serie a raggi tangenziali; a richiesta potevano essere ottenuti anche cerchi pieni a disco o a razze metalliche tipo Sankey.
Sulle torpedo realizzate in acciaio dalla casa stessa l'abitacolo, chiuso eventualmente da una capote di tela nera, offre spazio per sei passeggeri su due file di divani in pelle. Il posto di guida, situato sulla destra, è dotato di un cruscotto con i tre quadranti circolari del tachimetro-contachilometri, del manometro dell'olio e dell'indicatore del livello della benzina e delle luci della posizione; inoltre poteva essere presente un orologio elettrico.

Il modello raggiunse un alto grado di affidabilità grazie alla semplicità delle soluzioni tecniche adottate, al sovradimensionamento degli organi meccanici e all'elevata qualità costruttiva. La robustezza della vettura venne messa alla prova tra il 15 e il 17 marzo 1924 sul circuito di Monza quando una 469 stabilì un record mondiale di velocità sulle 48 ore classe 1.5 litri alla media di 70,5 km/h 

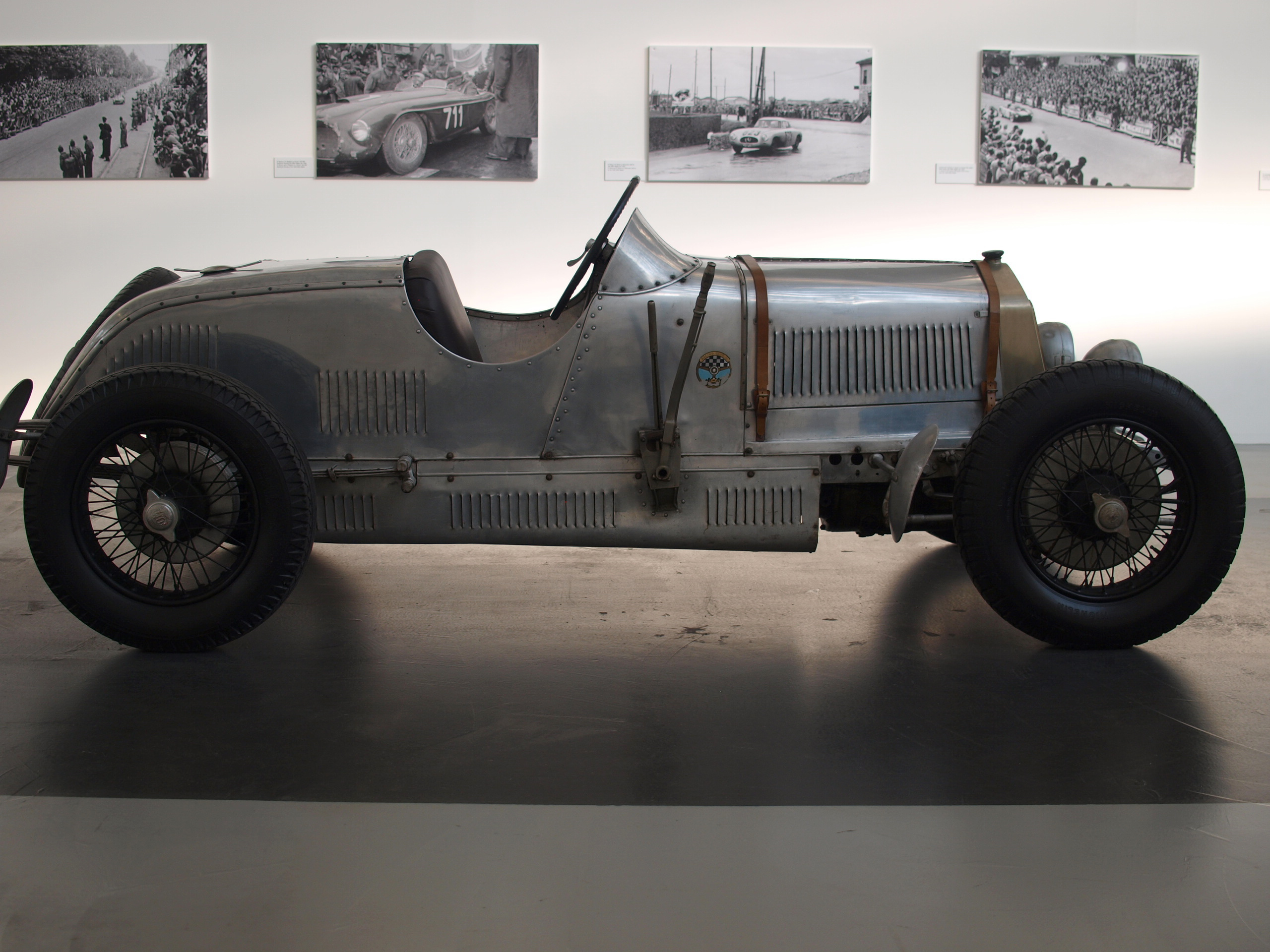
L'OM 469 S "corsa" conservata al Museo dell'Automobile di Torino

Al Salone di Milano del 1928 debutta la seconda serie della 496 con accensione a spinterogeno anziché a magnete, cilindrata portata da 1496 cm³ a 1680 cm³ e potenza cresciuta da 30 a 40 cavalli.
L'anno dopo la crisi del '29 spinse la OM a interrompere la produzione di automobili per concentrarsi su altri settori, come i mezzi pesanti, e la 469 rimase in catalogo solo con carrozzerie da lavoro sino al 1934, anno della fine definitiva della produzione delle automobili OM.

### Carriera Sportiva
Era disponibile come autotelaio su cui montare diversi tipi di carrozzerie fra cui una a due posti pensata per le competizioni su strada. Con il motore elaborato per sviluppare 30 CV conquistarono la classe 1500 alla Coppa delle Alpi del 1922, il circuito del Mugello e quello del Garda.